# Gastronomia del Magrib

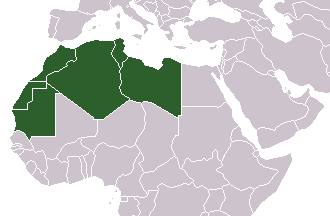
El Magrib inclou diverses cultures, ètnies i estats: l'algeriana, la líbia, la marroquina, la mauritana, la saharaui i la tunisiana.

La gastronomia del Magrib o cuina magribina és la gastronomia tradicional pròpia de les ètnies i països del Magrib, que és la part occidental de l'Àfrica del Nord.
Tot i que és una cuina africana, al nord és també mediterrània, amb moltes semblances amb la cuina dels països del sud d'Europa. De la mateixa manera que a la cuina dels Països Catalans tradicional es deixa veure l'empremta de la religió cristiana (plats sense carn, dolços vinculats a festes catòliques, etc.) a la del Magrib ocorre una cosa similar amb la musulmana, i encara que actualment alguns magribins beguin alcohol i mengin porc, per exemple, la xaria o llei islàmica recomana unes normes a la preparació dels aliments perquè siguin halal (permesos), i almenys algunes d'elles s'han acabat fonent a la cultura gastronòmica tradicional influint en la personalitat i gust local. D'altra banda l'expansió de l'Imperi Otomà va influenciar també la cultura en general i en particular de la gastronomia en aquesta àrea, a excepció de la del Marroc.
Els aliments són preparats de manera senzilla i molt gustosa, donant importància als ingredients principals, frescos i de temporada. Les espècies són abundants en quantitat i varietat. En canvi les presentacions solen ser molt cuidades. Molts plats no requereixen l'ús del ganivet per part del comensal i alguns es poden menjar amb les mans. La fruita i la verdura són variats, abundants i gairebé sempre pressents a tots els plats. El peix i el marisc també, que es pot preparar fregit, a la planxa o marinat. La tagina és una mena de cassola de fang amb tapa d'ús molt habitual, com també ho és la cuscussera per a preparar cuscús. Les postres solen ser fruita fresca, però també existeixen dolços petits de mida i molt rics en ingredients nobles com la fruita seca, la mel i el sucre.

## Relació amb altres cuines
La cuina del Magrib forma part de la cuina àrab, de la qual també formen part la cuina iraniana i la gastronomia de l'Imperi Otomà. Aquest es va estendre per Àsia, Europa i Africa, agafant influències dels tres continents.
La cuina del Magrib va prendre elements de l'europea a l'edat antiga, per mitjà de l'imperi romà. Posteriorment, a l'edat mitjana, va ser Europa qui va rebre una forta influència de la magribina i de l'àrab en general. De fet els primers llibres de cuina europeus escrits en aquesta època es van escriure en àrab, i investigadors com Rudolf Grewe afirmen que la seva influència es nota molt als primers llibres escrits en llengües diferents de l'àrab, i en particular, per exemple, als catalans.
A més, al llarg de la història, els diferents pobles que envolten la mar mediterrània s'han influït mútuament introduint cultius i bestiar, intercanviant productes i tecnologies, mostrant-se mútuament la pròpia cultura, costums i tradicions a través d'hostes, comerciants, artesans, etc. de manera que hom pot parlar d'una cultura mediterrània, incloent una cuina mediterrània, de la qual també forma part la cuina magribina.

## Ingredients bàsics
- Carn: anyell, pollastre, gall dindi, colom, conill…
- Peix i marisc: sardina, tonyina, anxova, bacallà, sípia, musclo, gamba, eriçó de mar…
- Hortalisses: Albergínia, carbassó, carxofa, ceba, cogombre, tomàquet…
- Verdures: porro, pastanaga, nap, mongeta, espinac
- Llegums: cigró, llentia,
- Fruita: cítrics, magrana, raïm, pruna, figa, dàtil, nespre, albercoc, préssec, síndria, etc.
- Greix per cuinar: oli d'oliva
- Condiments: harissa, ras el hanout, cúrcuma, comí, clau, menta, cilandre, coriandre, safrà, canyella, julivert, etc.
- Altres: oliva, mel, llet, llimona confitada, fruita seca (pinyó, atmella, etc.), blat (sèmola), arròs trencat